# Riksväg 9
För andra betydelser, se Riksväg 9 (olika betydelser).

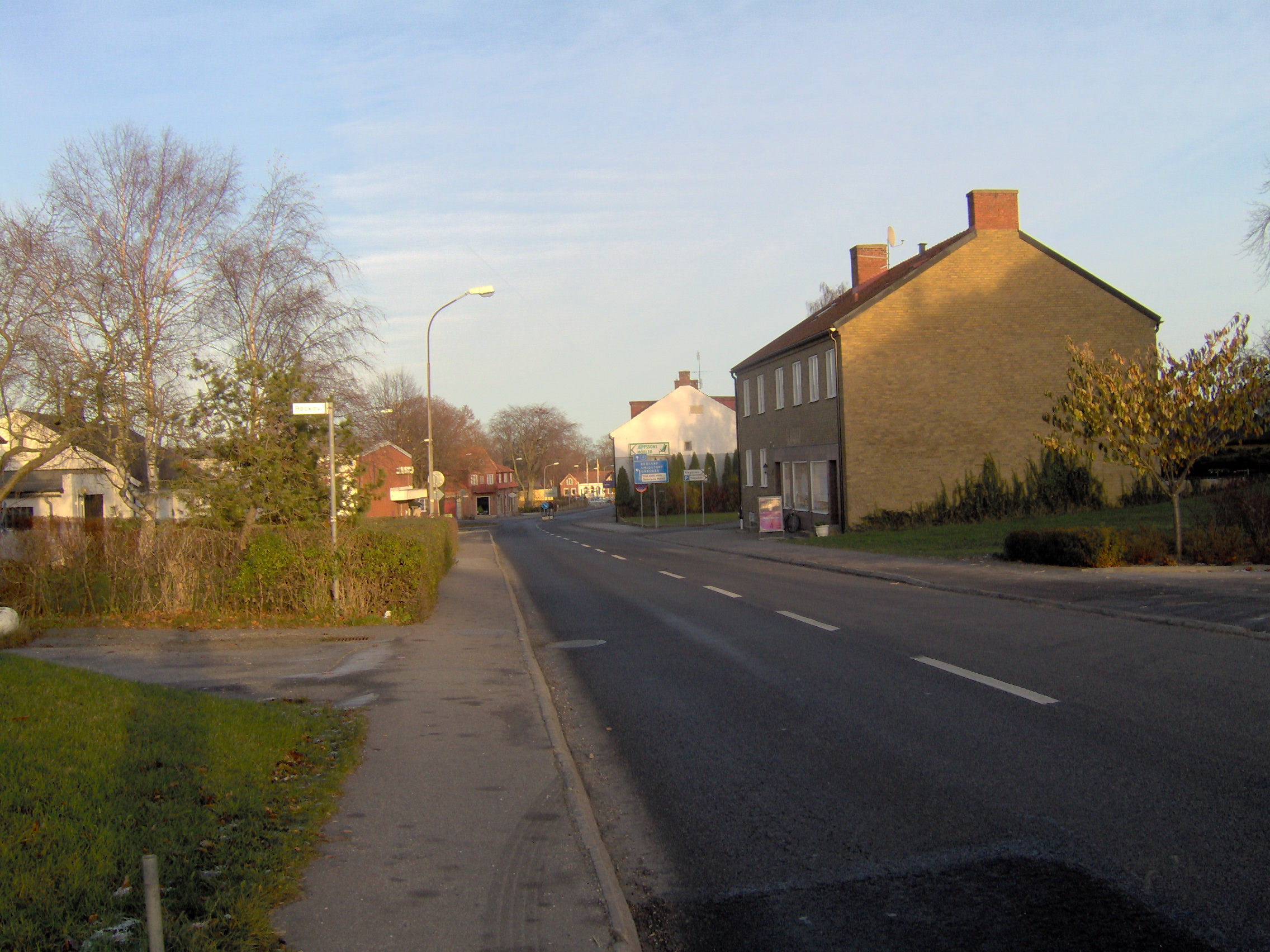
I Hammenhög.

Riksväg 9 är en omkring 140 kilometer lång svensk riksväg som går i Skåne längs sydkusten och utmed Österlens kust. Den går mellan Trelleborg och Brösarp via Sveriges sydligaste punkt Smygehuk och samhällen som Smygehamn, Beddingestrand, Abbekås, Ystad, Hammenhög, Simrishamn, Kivik och Brösarp. I Brösarp förenas den med Riksväg 19 fram till korsningen med E22 strax söder om Kristianstad, vid Tollarp. Detta är den enda ensiffriga riksvägen i Sverige, om man inte räknar med europavägarna.

## Historia
Tidigare hade riksvägen nummer 10, men i samband med omnumreringen av Europavägarna i april-juni 1992 bytte Vägverket nummer på de riksvägar som annars skulle ha numret gemensamt med någon Europaväg i Sverige, i detta fall E10.
Under perioden 1962-1985 gick vägen via Borrby istället för via Hammenhög. 1985 återgick vägen till den kortare sträckan via Hammenhög. Detta var mest nummerexercis eftersom den nuvarande vägen går i gammal sträckning rakt genom Glemmingebro och Hammenhög, och endast lätt förbättrats. Mellan 1962 och 1985 kallades vägen via Hammenhög länsväg 103, men det numret används nu till en länsväg strax väster om Lund.
Före 1962 hette vägen länsväg 31 Trelleborg-Ystad-Hammenhög-Simrishamn och länsväg 32 (Ystad-Borrby-)Simrishamn-Brösarp.
Riksväg 9 följer samma väg som fanns redan på 1940-talet , även om numret ändrats. Den följer till och med en befintlig väg som fanns på 1860-talet väster om Ystad. En bättre väg var dock då Trelleborg-Klagstorp-Skivarp. Sedan gick vägen 1864 Ystad-Herrevad-Tosterup-Hammenhög. Hammenhög-Järrestad går dagens väg på samma vägbank som på 1860-talet. Simrishamn-Kivik går de delvis samma väg, och Kivik-Brösarp precis samma väg på 1860-talet som på 2000-talet. På de sträckor som är samma som på 1800-talet finns inga spår av en gammal parallell väg utan alla gårdar har utfart direkt till riksvägen. Det antyder att vägen där är flera hundra år gammal, bitvis kanske medeltida, om än breddad och asfalterad.
Undantaget från detta är den östra infarten till Trelleborg som invigdes 1983, förbifarten förbi Ystad som byggdes 1991-1992, och Järrestad-Simrishamn som är från 2001.

## Vägstandard
Vägstandarden är förhållandevis bra. Från Ystad till Simrishamn är vägen ganska rak. Från Simrishamn mot Kristianstad är området något mera kuperat, med äppelodlingar längs vägen. Vägstandarden är förhållandevis bra även mot Brösarp, dock med betydligt fler kurvor och sänkt hastighet som följd. Vägen passerar också Linderödsåsen, vilket gör terrängen lite mera kuperad där.

## Anslutningar
- i Trelleborg
- i Trelleborg
- i Trelleborg
- i Mossbystrand
- i Ystad
- i Ystad
- i Ystad
- i Järrestad
- i Brösarp (igen)

## Orter, korsningar och anslutande vägar
|  | Nr | Namn           | Skyltning                     |
|  | -- | -------------- | ----------------------------- |
|  |    | Trelleborg     |                               |
|  |    | Trelleborg     | Malmö Sassnitz                |
|  |    | Trelleborg     | Lund                          |
|  |    | Smygehuk       |                               |
|  |    | Beddingestrand |                               |
|  |    | Abbekås        |                               |
|  |    | Mossbystrand   | Anderslöv (rv 9 svänger)      |
|  |    | Ystad          | Malmö                         |
|  |    | Ystad          | Höör                          |
|  |    | Ystad          | Kristianstad                  |
|  |    | Ystad          | Polen (rv 9 svänger)          |
|  |    | Nybrostrand    |                               |
|  |    | Glemmingebro   |                               |
|  |    | Hammenhög      |                               |
|  |    | Järrestad      | Malmö (rv 9 svänger)          |
|  |    | Simrishamn     | (rv 9 svänger i 3 korsningar) |
|  |    | Kivik          |                               |
|  |    | Brösarp        |                               |
|  |    | Brösarp        | Ystad Kristianstad            |